# Nom específic
El nom específic en nomenclatura zoològica (de vegades més informalment, també: epítet específic) és la segona part (segon nom) en el nom científic de les espècies (nomenclatura binomial, o binomi), d'acord amb el criteri establert per Carl von Linné. La primera part és el nom del gènere. Contràriament al gènere, que ha de ser únic i no pot repetir-se mai, l'epítet específic sí que pot ser el mateix per diferents espècies que pertanyin a diversos gèneres (per exemple: Lanius minor', Phoenicopterus minor o Dendrocopos minor).
Cal remarcar que en la nomenclatura botànica, el «nom» sempre es refereix a la totalitat del nom (d'una espècie o d'un altre tipus), mentre que la nomenclatura zoològica pot referir-se a una o altra part del binomi.
Exemple: El nom científic pels humans és Homo sapiens, en el qual el nom de l'espècie consta de dos noms: Homo és el nom genèric (el nom del gènere) i sapiens el nom específic.
Gramaticalment un binomi, i també un trinomi, pot ser tractat com una frase llatina, en la gramàtica llatina el nom específic pot ser:
- Un substantiu en aposició amb el gènere: Panthera leo. La paraula no necessàriament concorda amb el sexe. Sovint és un nom vernacle, o el nom (específic o genèric) d'un organisme similar.
- Un substantiu en genitiu.
  - Això és comú en paràsits: Xenos vesparum ('de les vespes').
  - Noms de persones i de llocs es fan servir en genitiu: Latimeria chalumnae (del 'Chalumna').
- Un adjectiu, concordant en cas i gènere gramatical amb el sexe: Felis silvestris ('gat del bosc')